# Банана држава
Банана држава или банана република је погрдан назив за државе које су политички нестабилне, зависне о пољопривредном извозу једне монокултуре (најпознатији је случај са таквим државама у средњој Америци које су извозиле банане, па је по њима овај појам и настао), а власт држи корумпирана скупина.
Власт често држи диктаторска војна хунта, у држави су велике социјалне разлике, слаба је инфраструктура, слабе су школе, а привреда је примитивна. Држава се ослања на спољашњи капитал, а прорачунски дефицит решава штампањем новца које доводи до велике инфлације. Банана републике су врло склоне револуцијама и војним ударима.
Првобитни појам се односио само на оне земље које једино или углавном извозе или узгајају банане. Израз се првенствено односио на средњоамеричке земље као што је Хондурас, Никарагва или Панама, чији су политичари и привреда деценијама увелико били под утицајем великих компанија као што су United Fruit и Стандард фрут компани.
Економска моћ америчких компанија била је далеко већа него политичка моћ владе, а камоли становништва тих земаља.
Израз банана република вероватно је први измислио амерички писац О. Хенри (заправо Вилијам Сидни Портер). У 1904. години објавио је роман (Зеље и краљеви), вероватно алудирајући на Хондурас: „у то време смо имали споразум са сваком страном земљом, осим Белгије, и те банана републике, Анхурије.“
Данас се израз банана република пежоративно користи за земље трећег света, у којима стране фирме имају значајан утицај на настанак корупције, криминала, непотизма, обогаћивања на темељу државних расхода и сумњивих изборним резултатима.
Данас се овај термин користи за државе, у којим се политичка култура ставља у контекст с корупцијом.
Из тога разлога овај се погрдан израз користи у жутој штампи, у политичким расправама те у полемикама у развијеним земљама као што је Швајцарска, Немачка, Француска, Аустрија или Италија, а користи се када неко сличне догађаје (који су деломично скривени или улепшавани) осуђује.

## Етимологија
У 19. веку, Амерички писац О. Хенри (Вилијам Сидни Портер, 1862-1910) сковао је термин "банана држава" да би описао фиктивну Републику Анхурије у књизи „Купус и Краљеви“ (1904), колекцији тематски повезаних кратких прича инспирисаних његовим искуствима у Хондурасу, где је живео шест месеци до јануара 1897, кријући се у хотелу Трухиљо, Кољон, када је био тражен у Сједињеним Државама за финансијску превару банке.
У раном 20. веку, компанија United Fruit, мултинационална Америчка корпорација, је била кључна формирању феномена банана државе. Заједно са другим Америчким корпорацијама, као што су „Кујамел фрут компани”, и за повременом подршком од владе Сједињених Америчких Држава, корпорације су створиле политичке, економске и социјалне околности које су формирале банана државу у централноамеричким државама као што су Хондурас и Гватемала.

## Порекло
Историја банана државе почела је са увођењем воћа банане у Сједињене Америчке Државе 1870. године, од стране Лоренца Бау Бејкера, капетана једрењакZQ "Телеграф", који је куповао банане у Јамајци и продавао их у Бостону за профит од 1.000%. Банана се показала као популарна код Американаца, као храњиво тропско воће које је било јефтиније него локално гајено воће у Сједињеним Државама, као што су јабуке; у 1913, 25 центи (еквивалентно 6.19$ у 2017) купило је дванаест банана, али само две јабуке. У 1873, да би произвели храну за раднике железнице, Амерички железнички тајкуни Хенри Мејгс и његов нећак, Мајнор Ц. Кит основали су плантаже банане уз шине које су градили у Коста Рици; увидевши могућу зараду од извоза банана, почели су са извозом воћа у југоисточне делове Сједињених Држава.
Средином 1870, да би руководио новим индустријско-пољопривредним бизнис подухватом у земљама Централне Америке, Кит је основао "Тропску трампу и транспорт компанију": једну половину онога што ће касније постати компанија "United Fruit"; касније „Chiquita Brands International”, компанија основана 1899. спајањем са „Бостон фрут”, у власништву Ендру Престона. До 1930. године, интернационална политичка и економска тензија коју је створила компанија "United Fruit" омогућила је корпорацијама да контролишу 80-90% тржишта воћа банане у Сједињеним Државама.
Крајем 19. века, три америчке мултинационалне корпорације (United Fruit, Стандард фрут, и Кујамел фрут компани) су доминирале култивацијом, жетвом и извозом банана, такође су контролисале путеве, железницу и инфраструктуру лука Хондураса. У северним обалним пределима близу Карипског мора, влада Хондураса је дала компанијама које су пословала бананама 500 хектара земље по километру постављене пруге(2.000 ара по миљи), иако није било ни путничких ни теретних железничких услуга до Тегуцигалпа, престонице државе. Народу Хондураса, компанија "United Fruit" била је позната као "El pulpo"(хоботница), јер је њен утицај прожимао хондуранско друштво, контролишући инфраструктуру транспорта државе, као и понекад манипулишући хондуранску националну политику са насиљем са мотивом анти-рада.
Године 1924, и поред монопола „United Fruit", Вакаро браћа основала су "Стандард фрут" компанију (касније "Дојл Фуд" компанију) да би извозили банане из Хондураса у Сједињене Државе кроз луку Њу Орлеанса. Корпорације за извоз воћа су одржавале цене воћа ниске у Сједињеним Државама легалистичком манипулацијом Латиноамеричких закона о употреби земљишта да би јефтино куповале велике површине родног земљишта за корпоративне плантаже банане у републикама Карипског залива, Централно америчког земљоуза, тропске Јужне Америке; америчке воћне компаније су онда унајмиле незапослене Латиноамериканцe као јефтину радну снагу.
До 1930. године, United Fruit је поседовало 3,5 милиона јутара земље у Централној Америци и Карибима и била је највећи поседник земљишта у Гватемали. Такви поседи давали су компанији велику моћ над владама малих држава. То је био један од фактора који је потврђивао тачност фразе "банана држава".

### Хондурас
У раним годинама 20. века, амерички бизнисмен Сем Земурај (оснивач Кујамел фрут компаније) је био кључни фактор у успостављању „банана држава“ стереотипа, када је ушао у бизнис извоза банана тако што је куповао презреле банане од United Fruit да би продавао у Њу Орлеансу. 1910. године, Земурај је купио 6.070 ha (15.000 acres) на Карипској обали Хондураса за експлоатацију од стране Кујамел фрут компаније. 1911. Године, Земурај је ковао заверу са Мануелом Бониљом, бившим председником Хондураса (1904—07), и америчким плаћеником генералом Лијем Крисмасом, да збаци цивилну власт Хондураса и постави војну владу која ће бити пријатељска према страним компанијама.
Због тог циља, плаћеничка војска Кујамел фрут компаније, предвођена генералом Крисмасом, извршила је државни удар против председника Мигела Р. Девиље (1907—11) и поставила генерала Мануела Бониљу (1912—13) као владајућег. Влада САД је игнорисала смењивање изабране владе Хондураса од стране приватне војске, са оправдањем Стејт дипартмента које председника Давиљу означава као превише политички либералног и лошег бизнисмена под чијим вођством се Хондруас задужио Великој Британији, геополитички неприхватљива околност у светлу Монроове доктрине. Државни удар је био последица удруживања Давиљине владе United Fruit, ривалом Кујамел фрута, дајући им монополски споразум за банане из Хондураса, да за узврат United Fruit посредује позајмицама од владе САД Хондурасу.
Политичка нестабилност, последица државном удару, стагнирала је економију Хондураса, и неплативи страни дугови ($4.000.000.000) су били разлог губљења приступа интернационалној инвестиционој престоници. Тај финансијски дефицит појачавао је економску стагнацију хондураса и појачавала слику Хондураса као банана државе. Такав историјски, наслеђени дуг функционално је угрожавао интегритет владе Хондураса, тиме омогућавајући страним корпорацијама да управљају државом и тако постану једини послодавци народу Хондураса, јер су америчке воћне компаније контролисале економску инфраструктуру (путеви, железница, луке, телеграфи и телефони) коју су изградили у Хондурасу.
У таквој ситуацији, амерички долар је постао легална валута Хондураса; плаћенички генерал Ли Крисмас је постао командир војске Хондураса, а касније је и именован конзулом САД за Републику Хондурас. И тако, после 23 године, путем насилниог преузимања пољопривредних пословних интереса, Сем Земурај је преузео контролу над ривалом, United Fruit, 1933. Године.

### Гватемала
Гватемала је претрпела регионално социјално-економско наслеђе банана државе: неправедно распоређену пољопривредну земљу и природно богатство, неједнак економски развитак, и економску зависност од пар извозних производа, обично банана, кафе и шећерних штапова. Неправедна додела земље је био важан узрок националне немаштине, и пратећег социо-политичког незадовољства и насилног супротстављања влади. Скоро 90% фарми су превише мале да дају довољно велике жетве фармерима, док 2% фарми заузима 65% обрадиве земље, као власништво локалне олигархије.
Током 1950-их компанија United Fruit је покушавала да убеди владу САД Харија Трумана (1945—53) и Двајта Ајзенхауера (1953—61) да је популарна, изабрана влада председника Хакобоа Арбена Гузмана у Гватемали тајно про-совјетска јер је узела некоришћене земље воћних компанија за јавну употребу сељака без земље. Током Хладног рата (1945—91) контекст проактивне антикомунистичке политике вођене примером америчког сенатора Џозефа Макартија у годинама 1947-57, геополитичке бриге око безбедности западне хемисфере олакшало је одлуку председника Ајзенхауера да наручи и одобри операцију „Успех“, државни удар у Гватемали 1954., у којој је ЦИА уклонила демократску изабрану владу председника Хакобоа Арменза Гузмана (1954—57) и поставила про-бизнис оријентисану владу пуковника Карлоса Кастеља Армаса (1954—57), која је трајала три године до његовог атентата од стране председничког обезбеђења.
Мешана историја бираних председника и марионетских војних диктатура је чинила владу Гватемале током тридесетшестогодишњег Гватемалског грађанског рата (1960–96). Међутим, 1986, на означавању двадесетшестогодишњице, народ Гватемале је промовисао нови устав, и изабрао Виниција Цереза (1986—91) за председника; а онда Хорхеа Серана Елијаса(1991—93)

## У уметности

### Поезија
У књизи Canto general (Општа песма, 1950), песник из Чилеа, Пабло Неруда (1904—73) је осудио политичке доминације страних мултинационалних корпорација над земљама Латинаске Америке са песмом од 4 строфе под називом „La United Fruit Co” текст друге строфе иде:
... Воћна компанија
Резервисана за најсочније,
Централна обала моје земље,
Нежни појас Америка.
Преименовала је своје територије
У „банана државу“
И преко лешева мртвих,
Преко неуморних хероја,
Коју су донели велика времена,
Слободу и заставе,

Направила комичну оперу ...

### Књижевност
Роман Сто година самоће (1967), аутора Габријела Гарсије Маркеза, приказује империјалистички капитализам страних воћних компанија као халапљиву социо-економску експлоатацију природних ресурса Маконда и народа. У домаћем случају, корумпирана влада Маконда подстиче пословну политику и навике експлоатације страних компанија, које брутално угњетавају раднике.
Главни лик, Хозе Аркадио Сегундо, организује раднике плантажа банане да заједно ступе у радни штрајк у знак протеста раду у нехуманим условима. Војна влада преузима Макандо, а радници одговарају тако што саботирају плантаже банане. У неочекиваном одговору, влада позива више од 3.000 радника да се нађу са вођама провинција како би разрешили разлике у физичком раду и менаџменту. Предлог је замка, војници окружују раднике и убијају их ватреним оружјем. После тога, три хиљаде лешева је скупљено и натоварено на воз, како би касније било бачено у море, и остало заборављено.
У то време, наизглед мртви Хозе Аркадио Сегундо, је натоварен на воз који иде обалским шинама напуњен лешевима, али касније побегне и пешке се врати до Маконда. На све то, Хозе Аркадио сазнаје да су сва сећања на масакр уклоњена, нико у Маконду се не сећа масакра три хиљаде радника. Народ града одбија да поверује Хозеу када им он исприча о масакру, који је он преживео. На то, природа помаже при прикривању масакра са тешким, непрестаним кишама које уништавају физичке трагове масакрираних радника.

### Филм
Филм Вудија Алена „Банане“ приказује измишљену банана државу Сан Маркоса; филм је добио име по овом термину.

### Подкаст
У 2017 Радио Тајмс и „Подкаст Шампион“ такмичење су били називани банана државом од стране подкаста „Здраво интернете“ епизода 86 под називом „Држава банана“ због интензивног манипулисања изборима и уплитања „Рејдио тајмса“.

## Модерне интерпретације
Земље које су добиле независност од колонијалних сила у двадесетом и двадесетпрвом веку су временом после имале навику да показују знакове држава банана због утицаја великих приватних корпорација у њиховој домаћој политици, на пример; Малдиви (угоститељске компаније), Чиле (стране рударске компаније), и Филипини (индустрија дувана, америчка влада и корпорације).
На 14. мај 1986, тадашњи аустралијски ризничар Пол Китинг је изјавио да Аустралија може да постане држава банана. Овај коментар је добио много пажње и критике и на њега се гледа као на део окретнице у политичкој и економској историји Аустралије..